# Mariä Heimsuchung (Elmstein)
Die römisch-katholische Kirche Mariä Heimsuchung ist ein Bauwerk in Elmstein. Sie steht unter Denkmalschutz.

## Lage
Das Bauwerk befindet sich in der örtlichen Hauptstraße.

## Geschichte
Die Kirche steht unter dem Patrozinium des Festes Mariä Heimsuchung. Bei ihr handelt es sich um einen barocken Saalbau, der 1765 durch den Heidelberger Architekten Karl Schaeffer errichtet wurde. Bis zur Errichtung der Kirche St. Wendelinus und Hubertus in Speyerbrunn Anfang der 1930er Jahre diente sie ebenso den Gläubigen in Speyerbrunn, Mückenwiese, Erlenbach und Schwarzbach. Da die vergleichsweise kleine Kirche Mariä Heimsuchung von der Kapazität her der zwischenzeitlich angestiegenen Elmsteiner Bevölkerung nicht mehr gerecht wurde, entstand in den 1950er Jahren vor Ort die neue Kirche Herz Mariä, an die sie ebenso den Status als Pfarrkirche abtrat. Seit 2016 ist sie eine Filiale der in Lambrecht ansässigen Pfarrei Hl. Johannes XXIII.

## Orgel
Seit 1887 verfügt die Kirche über eine Orgel, die von Gustav und Hermann Schlimbach gebaut wurde. Sie befindet sich hinter barockem Gehäuse des 18. Jahrhunderts. Im Jahr 2002 wurde sie durch das Unternehmen Gerhard Kuhn Orgelbau restauriert.